# 김형광
김형광(金炯光, 1935년 5월 12일~)은 대한민국의 정치인이다. 제10·12대 국회의원을 지냈다.

## 학력
- 경기공업고등학교 졸업
- 고려대학교 경영대학원 연구과정 수료
- 미국 미조리 주립대학교 국제정치학 수료

## 경력
- 한국생산성본부 훈련부장
- 한국생산성본부 기획실장
- 국민대학교, 숙명여자대학교, 우석대학교 강사
- 국회 교통, 체신 분과 위원회 간사
- 신민당 경기도당 위원장
- 민주당 원내 부총무
- 신민당 원내 부총무
- 아시아 의원연맹 한국대표
- 국회 한,일 경제협력 위원회 한국대표
- 국회 한,미 통상 사절단 부단장
- 국제의원연맹 한국대표
- 민중당 당무위원

## 역대 선거 결과
|  | 16.60% |

|  | 39.34% |

|  | 58.36% |

|  | 36.66% |

|  | 41.75% |

|  | 26.67% |